# Во власти тигра
Во власти тигра (англ. Burning Bright) — американский природный фильм ужасов 2010 года режиссёра Карлоса Брукса с Брайаной Эвиган, Гарретом Диллахантом, Митом Лоуфом и Чарли Тахэном в главных ролях. Фильм изображает попытки девушки и её младшего брата, страдающего аутизмом, сбежать от голодного тигра, оказавшегося в доме с ними во время урагана. Премьера состоялась 17 августа 2010 года компанией Lionsgate.

## Сюжет
Главная героиня просыпается в доме, попавшем в эпицентр урагана. Можно представить её состояние, тем более она обеспокоена судьбой своего младшего брата, больного аутизмом, которого никак не может найти. Но не природной стихии нужно ей бояться, а тигра-людоеда, спасающегося в её доме всё от того же урагана.

## В ролях
- Брайана Эвиган — Келли Тейлор
- Чарли Тахэн — Том Тейлор
- Гаррет Диллахант — Джонни Гавено
- Пегги Шеффилд — Доктор Орси
- Мэри Рэйчел Дадли — Кэтрин Тейлор
- Том Ноуики — Шериф
- Мит Лоуф — Хауи
- Кэти, Шика и Кисмет — тигр